# Ngụy Diên
Ngụy Diên (chữ Hán: 魏延; 177-234), tên tự là Văn Trường (文長), là tướng quân nhà Thục Hán thời Tam Quốc trong lịch sử Trung Hoa. Trong chiến dịch Bắc Phạt của Gia Cát Lượng (228-234) ông từng làm đến chức Tiền quân sư, Chinh Tây đại tướng quân, Giả tiết, lĩnh chức Hán Trung thái thú, Nam Trịnh hầu (chỉ đứng sau Thừa tướng Gia Cát Lượng). Sau khi Gia Cát Lượng qua đời, ông chống lệnh và đem quân gây ra xung đột nội bộ, nhưng sớm thất bại và bị giết.

## Phò tá Lưu Bị
Không có nhiều ghi chép về hành trạng của Diên trước khi theo Lưu Bị vào Thục.
Theo Tam quốc chí, Nguỵ Diên truyện, năm 212, Ngụy Diên, vốn là tư binh của Lưu Bị, theo chủ mang quân vào đánh Ích châu của Lưu Chương. Trong quá trình tham chiến ở Ích châu, Ngụy Diên lập công, được phong làm Nha môn tướng quân (牙門將軍). Nguỵ Diên là người hào sảng, cuồng vọng, đối xử binh sĩ rất tốt, có danh vọng trong quân đội, nhưng không được lòng các đồng cấp.
Năm 219, Lưu Bị chiếm được Hán Trung và xưng là Hán Trung vương. Trước khi về Thành Đô, Lưu Bị muốn chọn người trấn thủ Hán Trung. Mọi người ai cũng nghĩ là một người thân tín như Trương Phi, chính Trương Phi cũng cho rằng ngoài mình ra khó ai đảm đương được việc này. Nhưng cuối cùng Lưu Bị lại chọn Ngụy Diên làm Thái thú Hán Trung, Trấn viễn tướng quân. Khi được hỏi về việc đảm đương một vùng sát biên giới với Tào Tháo, Ngụy Diên hùng dũng khẳng định mình sẽ làm tốt nhiệm vụ được Lưu Bị giao phó. Lưu Bị nghe ông nói rất yên tâm rút về Thành Đô.
Năm 221, Lưu Bị xưng đế, Ngụy Diên được phong làm Chinh bắc tướng quân.

## Phòng thủ Hán Trung
Theo tài liệu "Dương huyện chí", thời gian phòng thủ tại Hán Trung, Ngụy Diên đã bố trí binh lực phòng thủ tại đây dựa trên ý tưởng của quẻ "Trọng Môn" (重門, còn gọi là "Trùng Môn") trong Chu Dịch. Theo đó, binh lực không tập trung bố trí phòng thủ tại các thành trì, mà đẩy xa hơn, phòng thủ tại các cứ điểm hiểm yếu của Hán Trung, thiết lập các công sự phòng ngự tại các quan khẩu, ải khẩu, do các tướng giỏi binh mạnh trấn giữ, được bố trí hệ thống cung nỏ bảo vệ. Trong trường hợp các cứ điểm bị tấn công, quân tiếp viện từ tuyến sau có thể tiến lên hỗ trợ, cùng lực lượng phòng ngự tiến hành phản kích. Hình thức bố phòng này gọi là "cửa trong cửa" (trùng môn), khiến quân địch không được thể xâm nhập. Nó đã được chứng minh là rất hiệu quả trong trận Hưng Thế khi Vương Bình chặn được Tào Sảng chờ Phí Y đem quân đến giúp.

## Tham gia đánh Ngụy

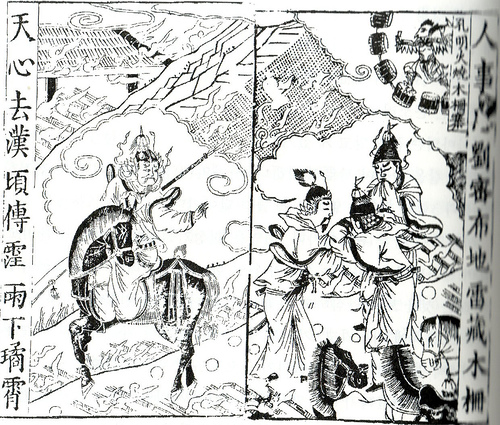
Tranh minh họa trong sách Tam quốc diễn nghĩa đời Thanh. Ngụy Diên (trái) vây Tư Mã Ý và các con trong hang Thượng phương (上方谷).

### Hiến kế không được dùng
Năm 223, Lưu Bị mất, Lưu Thiện lên kế vị. Ngụy Diên được phong làm Đô đình hầu.
Năm 227, Ngụy Diên đóng quân ở Hán Trung kiêm chức thừa tướng phủ tư mã, Thứ sử Lương châu, thống lĩnh quân tiên phong của Thục Hán. Thời kỳ đó các danh tướng Quan Vũ, Trương Phi, Hoàng Trung và Mã Siêu đều đã mất, tướng Thục Hán tự mình đảm đương được một phương chỉ còn Ngụy Diên và Triệu Vân.
Năm 228, Gia Cát Lượng mang quân đánh Ngụy, họp tướng sĩ ở Nam Trịnh bàn kế. Để vào lãnh thổ Tào Ngụy có 3 đường vượt qua Tần Lĩnh:
1. Đường Tý Ngọ phía đông dài hơn 600 dặm
2. Đường Trú Cốc ở giữa dài hơn 400 dặm
3. Đường Tà Cốc phía tây dài gần 500 dặm.

Nghe tin Ngụy Minh Đế Tào Duệ sai phò mã Hạ Hầu Mậu đóng quân ở Tây An để phòng thủ Trường An, Ngụy Diên bèn hiến kế với Gia Cát Lượng:
Nghe nói Hạ Hầu Mậu còn ít tuổi, là con rể của chủ, hèn nhát mà vô mưu. Nay cấp cho tôi năm nghìn tinh binh, năm nghìn quân tải lương, tôi thẳng theo lối Bao Trung tiến ra, men theo Tần Lĩnh nhằm hướng Đông mà đến, lại theo hướng Tý Ngọ mà tiến về Bắc, bất quá chỉ mười ngày có thể đến được Tràng An. Mậu thấy Diên tôi đến bất ngờ tất gióng ngựa bơi thuyền bỏ chạy. Như thế trong thành Tràng An chỉ còn bọn ngự sử, kinh triệu, thái thủ coi giữ, ở Hoành môn, Đề các dân tất chạy náo loạn, ắt ta chiếm được hết cả lương thực vậy. Địch quân từ phía Đông tiến lại cũng phải mất 20 ngày, khi ấy tướng quân đã theo lối Tà Cốc mà đến, tất cũng kịp vậy. Như thế, chỉ một lần vọng động mà từ Hàm Dương về phía Tây có thể định được vậy.
Tuy nhiên Gia Cát Lượng cho rằng kế này của Ngụy Diên quá mạo hiểm, dễ tổn hại binh sĩ nên không nghe theo, mà chủ định đi theo đường bằng phẳng, bình định vùng Lũng Hữu cho an toàn.
Các sử gia bàn nhiều về ý kiến này của Ngụy Diên. Có ý kiến lấy làm khó hiểu vì sao Gia Cát Lượng không làm theo kế của Ngụy Diên. Ngược lại, có những ý kiến đồng tình với Gia Cát Lượng cho rằng phương án của Ngụy Diên là quá khinh địch (tự cho rằng Hạ Hầu Mậu sẽ bỏ chạy, cũng không tính đến việc có tướng Ngụy khác sẽ chỉ huy thay). 
Các nhà sử học như Dịch Trung Thiên và Trần Văn Đức đều cho rằng Gia Cát Lượng rất có lý khi từ chối kế của Ngụy Diên vì nó có quá nhiều rủi ro
Thứ nhất: Hạ Hầu Mậu chưa chắc sẽ hèn nhát bỏ chạy khỏi Trường An, mà dù Mậu bỏ chạy thật thì các thuộc tướng của Mậu vẫn có thể ở lại phòng thủ, quân của Diên chỉ có 1 vạn thì rất khó công phá được tường thành vững chắc của Trường An.
Thứ hai: danh tướng Quách Hoài ở gần đó có thể sớm đến chi viện cho Mậu, trong khi quân Thục của Gia Cát Lượng sẽ phải vượt qua đường núi hiểm trở xa xôi, khó mà đến kịp để chi viện cho Diên.
Thứ ba: việc hành quân gấp gáp theo đường Tý Ngọ hiểm trở sẽ khiến binh tướng hao tổn sức lực, lúc tới nơi thì số quân vừa ít ỏi vừa mỏi mệt của Ngụy Diên lại phải đối mặt với quân Ngụy đông gấp mấy lần, nên rất dễ bị tiêu diệt hoàn toàn.
Thứ 4: Việc giữ bí mật cuộc hành quân của 1 vạn quân qua lãnh thổ của địch là rất khó, đạo quân của Diên rất dễ bị lộ và quân Ngụy sẽ kịp đề phòng trước, nên không còn yếu tố bất ngờ nữa.
Kế của Ngụy Diên nếu thành công sẽ mang lại thắng lợi lớn, nhưng tính rủi ro rất cao và tỷ lệ thành công rất thấp, nên không được Gia Cát Lượng chấp nhận. Trên thực tế, ngay khi nghe tin Gia Cát Lượng tấn công, vua Ngụy là Tào Duệ nhanh chóng đích thân tới Trường An chỉ huy, thu lại binh quyền của Hạ Hầu Mậu và đưa về kinh. Diễn biến này cho thấy suy đoán của Ngụy Diên rằng "Hạ Hầu Mậu sẽ bỏ chạy, Trường An sẽ bị bỏ trống" là sai lầm. Nếu Gia Cát Lượng chấp thuận kế của Ngụy Diên thì hẳn là quân Thục Hán đã đại bại.
Lịch sử sau này cho thấy một số đội quân khác cũng dùng kế xuất quân từ Tí Ngọ, và tất cả đều thất bại. Năm 230, Tào Chân cũng theo đường Tí Ngọ để tấn công Thục Hán, nhưng mất một tháng cũng chưa đi được nửa quãng đường, cho thấy việc Ngụy Diên dự tính "chỉ khoảng 10 ngày là tới được Trường An" là hoàn toàn sai. Năm 354, Hoàn Ôn sai thứ sử Lương Châu là Tư Mã Huân từ Hán Trung theo đường Tí Ngọ để đánh quân Tiền Tần từ phía sau, nhưng chưa ra khỏi Tí Ngọ thì đã bị 7.000 kỵ binh quân Tần đột kích đánh bại. Năm 1636, Sấm vương Cao Nghênh Tường cũng theo đường này để tiến đánh Tây An, nhưng nhanh chóng bị tướng nhà Minh là Tôn Truyền Đình phát hiện và phục kích đánh bại. Các ví dụ này cho thấy việc Gia Cát Lượng từ chối kế của Ngụy Diên là hoàn toàn đúng đắn, bởi kế sách này không chỉ rủi ro cực cao mà còn là bất khả thi trong thực tế
Gia Cát Lượng hiểu rõ thực lực, nhân sự của Tào Ngụy không dễ bị đánh bại ngay bằng một vài trận. Mặt khác, Gia Cát Lượng không thể không thận trọng bởi những bài học của Quan Vũ đánh Tương Phàn hay Lưu Bị đánh Di Lăng, tuy khởi đầu thắng lợi nhưng sau đó lại thất bại thê thảm. Các sử gia cũng bác bỏ luồng ý kiến căn cứ vào Tam quốc diễn nghĩa cho rằng Gia Cát Lượng không tin tưởng Ngụy Diên, vì chính Gia Cát Lượng đã đề bạt thăng chức Ngụy Diên lên làm Tiền tướng quân, chức vụ chỉ đứng dưới Gia Cát Lượng. Sở dĩ Ngụy Diên phải ấm ức vì Gia Cát Lượng không thể nói hết với ông rằng: việc đánh Ngụy trên thực tế chỉ là "lấy công để thủ", lấn đất dần dần, chứ diệt Ngụy chỉ bằng một chiến dịch như Ngụy Diên mong muốn là việc không thể làm được với binh lực có hạn của Thục Hán.
Đó là lần đầu tiên Thục Hán đánh Tào Ngụy trong chiến dịch Bắc phạt, đang tác chiến thuận lợi ở Lũng Hữu thì Mã Tốc để thất thủ Nhai Đình nên phải rút quân về.

### Lập công
Không lâu sau, lão tướng Triệu Vân qua đời, các danh tướng thời Lưu Bị chỉ còn lại Ngụy Diên. Năm 230, Ngụy Diên vâng lệnh Gia Cát Lượng cùng Ngô Đài mang kị binh từ Hà Trì ra Kỳ Sơn rồi tiến vào Khương Trung. Do lãnh cả trách nhiệm trấn thủ, Ngụy Diên báo đề nghị có ngày được trở về.
Tháng 11 năm đó, ông mang 1 vạn kị binh từ Khương Trung quay lại bản doanh. Biết tin, tướng Ngụy là Phí Diệu cùng Thứ sử Ung châu là Quách Hoài mang quân chặn đánh. Hai bên ác chiến tại Thượng Khuê. Quân Ngụy bịt hết đường đi, tập trung quân dưới khe núi, định nửa đêm sẽ vây đánh doanh trại của Ngụy Diên. Cùng lúc Gia Cát Lượng phái quân tới tiếp ứng, Ngụy Diên bèn phối hợp 2 cánh quân cùng đánh khiến Quách Hoài đại bại. Do lập công trong trận này, Ngụy Diên được phong chức Tiền quân sư, Chinh tây đại tướng quân, giả tiết, tước Nam Trịnh hầu.
Trong những chiến dịch đánh Ngụy sau đó của Gia Cát Lượng, Ngụy Diên cũng tham chiến, nhưng quân Thục khi thắng khi thua, cuối cùng đều phải rút về không đạt kết quả. Trong những lần ra quân, Ngụy Diên thường đề nghị được lãnh một cánh quân độc lập tác chiến theo đường khác để hội nhau ở Đồng Quan, nhưng không được chấp nhận. Vì vậy ông thường chê Gia Cát Lượng nhát gan không dám theo kế nên tài năng dũng khí của ông bị bỏ phí.

## Xung đột với Dương Nghi

### Mâu thuẫn
Ngụy Diên có tài giỏi rèn luyện binh sĩ nhưng có tính tự kiêu nên các tướng thường tránh xung đột với ông. Chỉ riêng Dương Nghi không nhân nhượng, thường ra mặt đối đầu với Ngụy Diên. Vì vậy ông rất ghét Dương Nghi.
Hai người xung khắc tới mức cứ ngồi với nhau là cãi nhau. Có lần Ngụy Diên tức giận rút kiếm ra chĩa vào Dương Nghi, Nghi khóc ầm lên. Phí Y phải đứng ra hòa giải hai người. Tình trạng bất hòa giữa hai tướng lớn tới mức bên Đông Ngô cũng biết chuyện. Khi Phí Y khi làm sứ giả sang Ngô, Tôn Quyền từng nói với Phí Vĩ về hai người và tiêu liệu rằng khi Gia Cát Lượng mất cả hai người sẽ cùng làm loạn.

### Chống di lệnh của Gia Cát Lượng
Năm 234, ông lại theo Gia Cát Lượng đi đánh Ngụy. Ngụy Diên theo lệnh dẫn quân từ Bắc Cốc Khẩu làm tiên phong đi trước, đóng trại cách đại trại của Gia Cát Lượng khoảng 10 dặm. Theo Tam quốc chí, mùa thu năm đó, Gia Cát Lượng ốm nặng trong doanh trại, bí mật sai người gọi Dương Nghi, Phí Y và Khương Duy đến, sắp đặt việc rút quân, theo đó Trưởng sử Dương Nghi đi trước, Hộ quân Khương Duy cùng Ngụy Diên đi đoạn hậu, nếu Ngụy Diên không chịu thì cứ mặc, đại quân cứ rút về.
Gia Cát Lượng qua đời, Phí Y đến báo tin và thăm dò Ngụy Diên. Ngụy Diên không tán thành rút quân chỉ vì cái chết của Gia Cát Lượng mà muốn ở lại tiếp tục đánh Ngụy, đồng thời tỏ ý không phục tùng mệnh lệnh của Gia Cát Lượng. Ông giữ Phí Y lại trong quân, bàn bạc việc hậu sự cho Gia Cát Lượng, ai sẽ hộ tống linh cữu, ai sẽ đi đoạn hậu, viết vào giấy, bảo Phí Y cùng ký tên để công bố cho các tướng biết.
Như vậy Nguỵ Diên đã công khai tỏ ý chống lại mệnh lệnh mà Gia Cát Lượng để lại. Phí Y sợ Ngụy Diên hại mình nếu không nghe theo, nên phải giả vờ đồng ý, rồi xin trở về thuyết phục Dương Nghi. Ngụy Diên tin theo, bèn cho Phí Y trở về. Phí Y ra khỏi doanh trại của Ngụy Diên vội lên ngựa chạy như bay. Ngụy Diên sau đó hối hận sai người đuổi theo giữ lại nhưng không kịp. Phí Y trở về báo lại cho Dương Nghi ý đồ làm loạn của Ngụy Diên.
Ông bèn sai thủ hạ đi theo dõi hành động của Dương Nghi. Khi biết tin các tướng đang chuẩn bị rút về theo di lệnh của Gia Cát Lượng, Ngụy Diên nổi giận, quyết định chống lệnh. Ông mang quân chiếm lĩnh con đường rút về phía nam. Đường sá trong Thục vốn hiểm trở, phải bắc ván thành đường nhỏ để hành quân gọi là sạn đạo; Ngụy Diên phá hỏng các con đường sạn đạo đi về Hán Trung để ngăn Dương Nghi rút lui.
Dương Nghi thấy Ngụy Diên ra tay trước, tội chứng đã đủ, bèn cùng Phí Y dâng biểu về triều, nói Ngụy Diên làm phản. Ngụy Diên cũng dâng biểu về triều nói Dương Nghi và Phí Y làm phản. Hậu chủ Lưu Thiện và các quan trong triều không hiểu ai đúng ai sai, phải hỏi ý kiến Trưởng sử Tưởng Uyển và Thị trung Đổng Doãn. Hai người cho rằng chỉ có Ngụy Diên đáng nghi ngờ, còn Dương Nghi sẽ không làm phản.
Dương Nghi thấy đường sạn đạo bị phá, bèn sai quân chặt cây, làm cầu gấp rút ngày đêm để làm lại đường. Quân Dương Nghi tiến gần tới chỗ Ngụy Diên đóng quân. Ngụy Diên chiếm cứ Bao Cốc đón đánh Dương Nghi.

### Thất bại
Dương Nghi lệnh cho Vương Bình đi tiên phong đánh Ngụy Diên. Vương Bình chỉ trích hành động làm loạn, bất tuân mệnh lệnh Gia Cát Lượng của Ngụy Diên, kêu gọi quân Ngụy Diên đào ngũ. Quân của Ngụy Diên nhận ra chủ tướng đã chống lệnh cố thừa tướng Gia Cát Lượng nên không chịu chiến đấu, bỏ đi gần hết.
Ngụy Diên cô thế đành cùng con trai và mấy người thân tín bỏ chạy về Hán Trung. Dương Nghi sai Mã Đại mang quân đuổi theo, giết chết ông. Mã Đại mang thủ cấp về cho Dương Nghi. Nghi trông thấy thủ cấp Ngụy Diên, bèn trút tức giận, đứng bật dậy đá mạnh vào thủ cấp và chửi rủa.
Hậu chủ Lưu Thiện chuẩn theo lời thỉnh cầu của Dương Nghi và Phí Y, khép Ngụy Diên tội mưu phản và ra lệnh tru di tam tộc nhà Ngụy Diên. Còn Dương Nghi trở về, không lâu sau vì bất mãn không được thay Gia Cát Lượng làm thừa tướng, tỏ ra oán hận cũng bị cách chức và tự vẫn (năm 235).

## Nhận định

### Về quan hệ với Gia Cát Lượng
Về ưu điểm, Ngụy Diên được đánh giá là viên tướng có tài năng, dũng cảm; là một trong những trụ cột của nước Thục Hán. Về nhược điểm, ông có tính cách ngang tàng, thích tự làm theo ý mình, đó là khuyết điểm khiến ông gây hiềm khích với nhiều người và cấp trên, gián tiếp dẫn tới cái chết của ông về sau.
Nhà lãnh đạo Trung Quốc Đặng Tiểu Bình cho rằng Gia Cát Lượng đã sai khi không trọng dụng Ngụy Diên; Lý Tiên Niệm cũng cho rằng Gia Cát Lượng bắc phạt không thắng lợi do không theo kế đi đường hang Tý Ngọ của ông. Sau khi Gia Cát Lượng mất, Ngụy Diên được đánh giá là người có năng lực phù hợp để thay thế Gia Cát Lượng hơn cả. Về cách ứng xử của Gia Cát Lượng trước mâu thuẫn giữa Ngụy Diên và Dương Nghi, có ý kiến cho rằng thừa tướng nước Thục Hán có phần thiên vị cho Dương Nghi, hoài nghi và trù dập Ngụy Diên, dẫn tới hành động lạm quyền của Dương Nghi sau khi Gia Cát qua đời.
Các phân tích thời hiện đại thì phản bác các quan điểm nêu trên. Dưới thời Gia Cát Lượng, năm 230, Ngụy Diên đã được phong chức Tiền quân sư, Chinh tây đại tướng quân, tước Nam Trịnh hầu, vai vế trong quân đội chỉ dưới Gia Cát Lượng, nên không thể nói là Gia Cát Lượng trù dập Ngụy Diên. Về việc Gia Cát Lượng không chấp thuận kế đi đường Tý Ngọ của Ngụy Diên, nhà nghiên cứu Dịch Trung Thiên nhận định rằng Gia Cát Lượng có lý khi bác bỏ kế đó bởi nó quá mạo hiểm và khinh địch, nhưng bối cảnh chính trị, quân sự đằng sau khiến Lượng khó mà giải thích cho Diên hiểu.

### Về vụ án làm phản
Vụ án "Ngụy Diên mưu phản" được xem là một án lớn thời Tam Quốc. Các sử gia nhìn nhận việc xử trảm Ngụy Diên là xác đáng (vì ông đã thực sự chống lại quân lệnh, đem quân đánh đồng đội là Dương Nghi). Tuy nhiên, việc ông có muốn lật đổ nhà Thục Hán hay không thì còn mơ hồ.
Trong hoàn cảnh lúc đó, việc chống lại di lệnh của Gia Cát Lượng của Ngụy Diên tất nhiên sẽ gây ra nghi ngờ cho triều đình vì những lý do sau:
1. Quân nhân luôn phải phục tùng mệnh lệnh, Nguỵ Diên tự mình hành động trái với quân lệnh thì rõ ràng là tội làm loạn quân ngũ, một tội nặng trong quân đội
2. Mang quân xuống phía nam, không đi đoạn hậu, tức là công khai chống di lệnh của Gia Cát Lượng
3. Chặn đường Dương Nghi, sẽ bị ngờ vực là muốn đánh vào Thành Đô. Trong khi đó phía Dương Nghi chưa thấy dấu hiệu nào đáng ngờ, vì vậy trong bối cảnh cả hai người tố cáo lẫn nhau thì Ngụy Diên đương nhiên là đáng ngờ hơn nhiều, nên Tưởng Uyển và Đổng Doãn chỉ nghi ngờ Ngụy Diên mà không nghi ngờ Dương Nghi.

Tuy nhiên, đó chỉ là đánh giá dựa trên bối cảnh đương thời. Nếu dựa vào những diễn biến sau này, Dịch Trung Thiên cho rằng Ngụy Diên không có khả năng "làm phản thay vua Thục Hán" (như tội danh bị quy kết) và bản thân Ngụy Diên cũng không có mục đích như vậy. Nếu ông muốn làm phản để lật Hán, cách tốt nhất là mang quân bản bộ hàng Ngụy, dẫn Tư Mã Ý vào đánh Thục, trước tiên tiêu diệt Dương Nghi. Sau này ngay cả khi bị Vương Bình đánh bại, Ngụy Diên cũng không chạy sang quân Tư Mã Ý mà chỉ trở về Hán Trung, như vậy ông không hề có ý định phản Hán.
Các sử gia thống nhất với ý kiến của Trần Thọ - tác giả Tam quốc chí, giải thích hành động chống lệnh của Ngụy Diên đúng như lời ông đã tuyên bố với Phí Y, tức là Nguỵ Diên chỉ muốn hại Dương Nghi để tranh binh quyền chứ không định lật đổ triều đình Bình sinh Ngụy Diên chỉ nể sợ có Gia Cát Lượng, sau khi Khổng Minh qua đời, Ngụy Diên không chịu phục tùng tướng khác, nhất là Dương Nghi vốn có thù oán với ông. Ngụy Diên cũng muốn thay Gia Cát Lượng làm người chỉ huy tối cao cuộc Bắc phạt, ông vẫn luôn muốn thực hiện cho được các kế sách của mình.
Các sử gia cho rằng hành động chống lại quân lệnh của Ngụy Diên là đáng trách, việc xử trảm ông cũng là đúng theo quân pháp và không hề oan uổng, nhưng riêng tội danh "làm phản" thì là oan uổng, và tru di tam tộc là việc làm thái quá của triều đình. Theo sử gia Trần Nhĩ Đông, Ngụy Diên cả đời chinh chiến, có công lớn, nhưng vì hành động cuối mà lại gặp họa lớn. Lê Đông Phương cho rằng việc Ngụy Diên cho "đốt đường sạn đạo" và dùng vũ lực ngăn cản Dương Nghi chỉ là do Dương Nghi và Phí Y dựng lên tâu với Hậu chủ.
Ý kiến của Bùi Tùng Chi khi chú giải Tam quốc chí, dẫn "Ngụy lược" cho rằng Gia Cát Lượng lúc lâm chung vốn chỉ định Ngụy Diên thay mình chứ không phải là Dương Nghi, và "ngầm lệnh cho Ngụy Diên lo việc của mình, bí mật chôn cất"; Ngụy Diên làm theo lệnh của Gia Cát Lượng nhưng bị Dương Nghi tranh chấp nên mới mang quân đánh Nghi; nhưng Ngụy Diên không có ý phản nên khi thất bại đã rút lui về căn cứ Hán Trung và bị Dương Nghi giết. Với cách nhìn nhận này, thì chính Gia Cát Lượng là người có trách nhiệm gây ra xung đột giữa Dương và Ngụy, vì Khổng Minh đã đưa cho hai người hai mệnh lệnh khác nhau và đẩy hai người tới chỗ một mất một còn. Ý kiến của Bùi Tùng Chi bị các sử gia hiện đại bác bỏ vì không có khả năng Khổng Minh "ngầm ra lệnh cho Nguỵ Diên lo việc của mình, bí mật chôn cất", bởi Ngụy Diên vốn đóng quân ở xa, chỉ có Dương Nghi bên cạnh. Với mệnh lệnh đó Ngụy Diên không có cách nào thực hiện được, và người như Khổng Minh cũng sẽ không ra một mệnh lệnh bất khả thi như vậy
Nếu Ngụy Diên biết kiềm chế sự ngang tàng của mình, không làm loạn mà tạm thời án binh bất động hoặc rút về Hán Trung nghe ngóng tình hình, thì số phận của ông ta đã rất khác. Bởi Dương Nghi không hề được Gia Cát Lượng trao lại binh quyền như Ngụy Diên lo ngại, mà đó là Tưởng Uyển, người đứng trung lập trong mối thù Diên - Nghi. Nếu không làm loạn, Ngụy Diên chí ít cũng giữ nguyên chức vụ cũ chứ không bị tổn hại gì.
Tóm lại, hành vi của Ngụy Diên bị triều đình kết án 2 tội: tội "phá quân lệnh đánh đồng đội", và tội "làm phản". Việc Ngụy Diên có ý định lật đổ triều đình hay không thực ra không phải là vấn đề quan trọng, vì riêng tội "phá quân lệnh đánh đồng đội" của Ngụy Diên cũng đủ để ông ta bị xử tội chết theo đúng quân pháp, hoàn toàn không oan uổng.
Đặt giả định nếu triều đình Thục Hán không xử tội Ngụy Diên, thì điều này sẽ tạo tiền lệ mở ra "nạn kiêu binh" đầy nguy hiểm, khi tướng soái đánh lẫn nhau để đoạt binh quyền. Với tính cách ngang tàng, nếu đoạt được binh quyền từ Dương Nghi thì không có gì đảm bảo tham vọng của Ngụy Diên sẽ dừng lại, ông ta hoàn toàn có thể tiếp tục lấn tới, đoạt toàn bộ binh quyền để khống chế triều đình (như cách mà Tư Mã Ý làm với nhà Tào Ngụy sau này). Do vậy, xử trảm Nguỵ Diên là điều hợp lý trong bối cảnh đó, và mọi triều đình phong kiến cũng sẽ làm như vậy. Nhà Thục Hán chịu mất đi một tướng giỏi nhưng sẽ ngăn ngừa được nguy cơ xảy ra nội chiến tranh đoạt binh quyền do Ngụy Diên gây ra.

## Trong văn học

### Tam Quốc diễn nghĩa
Theo Tam Quốc Diễn Nghĩa, 
Ngụy Diên ban đầu làm tướng ở Kinh châu thời Lưu Biểu. Ông có sức khỏe, dũng mãnh hơn người và khéo quan tâm tới quân sĩ; được cấp dưới kính trọng nhưng bạn bè lại không ưa.
Năm 208, Tào Tháo mang quân nam tiến đánh chiếm Kinh châu, ông định đi theo Lưu Bị nhưng không đuổi kịp, bèn chạy sang quận Trường Sa theo thái thú Hàn Huyền.
Sau trận Xích Bích thắng lợi, Lưu Bị sai Quan Vũ đi đánh Trường Sa. Hàn Huyền chống cự không hàng. Ngụy Diên muốn theo Lưu Bị, bèn tới thuyết phục viên tướng giỏi nhất ở Trường Sa là Hoàng Trung đầu hàng. Hoàng Trung bằng lòng theo Ngụy Diên hàng Quan Vũ, vì vậy cuối cùng ép được Hàn Huyền không thể tiếp tục chống cự, phải dâng thành đầu hàng nốt.
Năm 209, Hoàng Trung kiên trinh không hàng, nhưng lại bị Hàn Huyền nghi ngờ mang xử tử. Ngụy Diên đánh vào pháp trường cứu - Hoàng Trung rồi dẫn đầu binh sĩ đi giết Hàn Huyền, mang thành Trường Sa theo Quan Vũ. Vì việc này ông bị Gia Cát Lượng xem là người phản phúc. Các sử gia đã chỉ rõ rằng "tướng mạo phản phúc" của Ngụy Diên hoàn toàn do La Quán Trung hư cấu, thực chất ông là người rất trung thành, dũng cảm và những phẩm chất đó được không chỉ Lưu Bị mà cả Gia Cát Lượng quý mến.
Ngụy Diên được tiểu thuyết này mô tả là một tướng thường mang lòng phản trắc, phản chủ cầu vinh, đằng sau gáy có phản cốt. Vì thế, Gia Cát Lượng có thành kiến không tốt với Ngụy Diên nên thường hay đem lòng nghi ngờ lòng trung thành của ông.
Các tình tiết về Nguỵ Diên trong tiểu thuyết đa phần cũng được mô tả giống như chính sử. Theo đó, có lần Ngụy Diên hiến kế (đánh Nguỵ từ đường tắt là hang Tý Ngọ để tập kích vào Trường An chứ không đi theo đường chính diện sẽ lâu và lộ liễu) nhưng Gia Cát Lượng không nghe theo. Tính cách của ông cũng được mô tả là ngang tàng giống chính sử ghi lại, ngoài thừa tướng Gia Cát Lượng thì ông không nể sợ một ai.
Lúc Gia Cát Lượng qua đời, Ngụy Diên làm phản nhưng đã bị Mã Đại và Dương Nghi giết chết theo kế của Gia Cát Lượng trước khi mất đã truyền cho.

### Tam Quốc ngoại truyện
Sách "Tam Quốc ngoại truyện" cho rằng chính Nguỵ Diên bị Dương Nghi vu hãm, còn bản thân ông là người tốt.